# Harm's Way (Angel)
Harm's Way conocido en América Latina como A la Manera de Harmony y en España como Una Rubia Peligrosa es el noveno episodio de la quinta temporada de la serie de televisión estadounidense Ángel. El guion del episodio fue escrito por las guionistas Elizabeth Craft y Sarah Fain, mientras que la dirección estuvo a cargo de Vern Guillum. La transmisión del episodio en los Estados Unidos fue el 14 de enero de 2004.
En este episodio la hermosa pero torpe vampiresa Harmony tiene que encontrar la manera de salvar un día complicado de Investigaciones Ángel, que comienza luego de encontrar el cadáver de su más reciente cita.

## Argumento
En uno de los días rutinarios de la secretaria de Ángel, Harmony Kendall, la vampiresa adolescente, comienza a sentirse cada vez más despreciada y distante con su jefe, quien parece estar más estresado con las frecuentes situaciones en las que se mete por estar al mando de Wolfram & Hart y como consecuencia, ya no le agradece a su secretaria por todos los favores que le hace, como traerle sangre caliente todos los días a su escritorio o avisarle las citas más importantes que tiene en la oficina. 
En el transcurso de su mando en la firma de abogados contra la que siguen luchando, Ángel y la pandilla han logrado crear una política de cero violencia con los empleados del bufete, cuya penitencia es la propia muerte, una regla que pone muy nerviosa a Harmony, pues a diferencia del resto de los integrantes de Investigaciones Ángel, Harmony es una vampiresa recientemente "reformada". Luego del fin de un largo y estresante día, Harmony, siguiendo un consejo de Fred, decide coquetear con un muchacho apuesto con quien acaba acostándose. Al día siguiente, para el horror de Harmony, el muchacho con el que durmió está muerto con unas marcas de dientes en su cuello. Presa del pánico, Harmony arroja el cadáver de su cita y trata de fingir que nada pasó en el trabajo, donde evade a Rudy, un empelado de W&H que toma muestras de sangre.
El comportamiento paranoico de Harmony comienza a llamar la atención de algunos empleados y su preocupación por el tema le impide concentrarse en hacer su trabajo de forma normal. Para la mala suerte de la vampiresa, el cadáver del hombre que mató es encontrado por los detectives de Wolfram & Hart. Wesley revela que el hombre era Tobey Dupree, el enlace de dos clanes de demonios que han tenido una enorme rivalidad por años, quienes además son los nuevos clientes de Ángel y la pandilla. La muerte de Tobey Dupree es considerada por ambos clanes como un presagio de que no deben olvidar su rivalidad que Ángel y la pandilla luchan por terminar.
Harmony se entera de que el cuerpo de Tobey está siendo analizado en el laboratorio por Fred y corre para averiguar sobre el progreso. Los resultados de Fred confirman que Tobey fue asesinado por una vampiresa, pero cuando Harmony escucha que la mordida fue de el lado derecho, la vampiresa se percata de que es inocente pues es una "mordedora diestra". Harmony se mete en un nuevo problema cuando Rudy le toma una muestra de sangre que prueba que se alimentó de sangre humana. Viéndose obligada a encerrar a Rudy y a Lorne en una armario (este último porque casi descubre el cuerpo atado del primero) para probar su inocencia, Harmony corre al laboratorio en un intento por conseguir los resultados que prueban que bebió sangre humana. Pero en su lugar se ve obligada a encerrar a Fred junto a Rudy y a Lorne, pues Fred estaba a punto de involucrar a Ángel en el asunto.
Convencida de que alguien trata de incriminarla con el asesinato de Tobey Dupree y la ingesta de sangre humana, Harmony trata de buscar huellas digitales en los termos que han sido adulterados con sangre humana. La culpable detrás de todos los crímenes resulta ser una joven vampiresa llamada Tamika, quien desarrolló un rencor hacia Harmony por su progreso en su trabajo en Wolfram & Hart. Tamika revela que hizo todo en un intento por quedarse con el empleo de Harmony y ambas vampiresas comienzan una salvaje pelea por todo el edificio. Mientras tanto, en la sala de conferencias, los líderes de los clanes demoníacos en guerra le exigen a Ángel un sacrificio de cualquier clase. La pelea entre Harmony y Tamika las lleva hasta la sala de conferencias donde, delante de ambos clanes, Harmony mata a Tamika, cuya muerte deja satisfechos a los líderes.
Al quedar explicada la extraña aventura en la que se involucró, Harmony se prepara para renunciar a su empleo pero Ángel se lo impide, pues gracias a ella los clanes de los demonios en guerra finalmente establecieron una alianza. En un bar, Harmony es visitada por Spike, quien ha decidido quedarse en Los Ángeles al preferir que Buffy lo recuerde como un héroe que murió salvando al mundo conocido.

## Elenco

### Principal
- David Boreanaz como Ángel.
- James Masters como Spike.
- J. August Richards como Charles Gunn.
- Amy Acker como Winifred Burkle.
- Alexis Denisof como Wesley Wyndam-Pryce.

## Producción

### Errores
Hay un error en la lista de "cosas que hacer" de Harmony. 

### Continuidad
- Spike trata de mudarse con Buffy quien hasta la fecha se encuentra viviendo en Europa tras la destrucción de la boca del infierno (Chosen).
- Harmony menciona que fue engendrada como vampiro el día de su graduación (Graduation Day) y le pregunta sarcásticamente a Spike si la odia por intentar decapitarlo cuando tenían sexo (Destiny).